# Pseudosorghum
Pseudosorghum je rod  trava iz Azije čije latinsko ime, Pseudosorghum (lažni sirak), upućuje na njezinu sličnost sa sirkom, iako te dvije biljke nisu u bliskom srodstvu. Ova trava raste u tropskim klimama na niskim nadmorskim visinama, stvarajući smeđi klas sjemenki koji se uzdiže iznad lišća što olakšava prepoznavanje.
U rod se ponekad uključuju dvije vrste

## Vrste
1. Pseudosorghum fasciculare (Roxb.) A.Camus
2. Pseudosorghum zollingeri (Steud.) A.Camus; možda sinonim za prvu vrstu.[2]